# السوامرة
السوامرة  اسم لعشائر سامراء، يقال للواحد منهم سامرائي، والجمع سوامرة، وهم عدة عشائر عربية، مساكنهم في مدينة سامراء وعدة مدن عراقية أخرى، ينتسبون إلى علي بن أبي طالب. وأكثر السوامرة ينحدرون من أصل واحد، وتنتسب إليهم بعض الأفخاذ التي ترجع إلى عشائر عربية أخرى. عُهد إلى السوامرة بسدانة مرقد سامراء منذ زمن بعيد.

## عشائر سامراء
في سامراء سبع عشائر رئيسية، لهم نخوة واحدة، هي «غلمان الباب»، ولكثرة أفخاذ العشيرة وتعدد حمائلها استقلّ بعضها وأصبحوا عشائر لها كياناتها، غيرَ أنهم كانوا متداخلين ضمن العشائر السبع.

### العشائر السبع
- البو عباس: ذُكر أن عباساً الذي ينتسبون إليه هو العباس بن عبد المطلب وذُكر أنه العباس بن علي بن أبي طالب، وذُكر أن نسبتهم إلى عباس بن جمعة بن خضر، من ذرية محمد الجواد، وفقاً لمشجرة نسبهم التي أقرّ بها نقيب الأشراف علي بن سلمان القادري وقاضي بغداد محمد سعد الدين سنة 1259 هـ، ووفقاً لمشجرة نسب موقعة من الشيخ دالي سالم والشيخ علي أجود والشيخ علي أبو حمزة، وذكر يونس إبراهيم السامرائي في كتابه عشائر سامراء أن البو عباس ينتسبون إلى محمد الجواد، غيرَ أن صبحي جاسم السامرائي لم يوافق قول الشيخ يونس، وذكر أن البو عباس ينتسبون إلى «السيد عباس بن السيد جمعة بن السيد خضر بن محمد بن حمد بن حسن بن عبد الله بن خليل بن حسين بن عبد الله بن إبراهيم الأواه بن الشريف يحيى عز الدين بن شريف بن بشير بن ماجد بن عطيه بن يعلى بن دويد بن ماجد بن عبد الرحمن بن قاسم بن ادریس بن جعفر الزكي بن الامام علي الهادي».[9] أفخاذ البو عباس هي البو عبد العزيز والبو كنعان والبو عبد الدور والبو علي والبو عبد الله والبو طالب والبو شبلي والبو هاشم.
- البو باز: ينتسبون إلى علي الهادي وفقاً لرسالة صبحي جاسم السامرائي المذكورة في كتاب موسوعة العشائر العراقية، سبب تسمية الباز أن جدهم الأكبر إبراهيم كان مولعاً بالصقور، فأصبح «الباز» لقبَه، وفي سامراء موضع اسمه مصقرة الباز، كان لإبراهيم الباز ثلاثة أبناء هادي ومهدي ومهيدي، تفرعت منهم أفخاذ العشيرة، وهم البو هادي والبو مهدي والبو مهيدي، ومساكنهم في سامراء وبغداد وميسان.
- البو أسود: اسم جدهم أسود بن عبد الرحيم بن أحمد بن خليل، من ذرية جعفر المبرقع، كان لأحمد بن خليل أربعة أبناء، عبد العظيم، ونشأت منه عشيرة البو عظيم، وعبد الرحيم، ومنه عشيرة البو أسود، وعبد الكريم ومنه عشيرة البو عيسى، وعبد العليم ومنه عشيرة العشاعشة. كانت لهذه العشائر الأربع راية واحدة وشيخ واحد، ثم توسعت وتفرّعت، وأفخاذ البو أسود هم ألبو مطر وألبو جليب وألبو عساف والشناترة وألبو عبد الدايم وألبو حسن المطر.
- البو بدري: ينتسبون إلى بدري بن عرموش، الذي هو من ذرية يحيى بن محمد الجواد وفقاً لكتاب عشائر سامراء للكاتب يونس إبراهيم السامرائي، أو من ذرية جعفر الزكي بن علي الهادي، وفقاً لقول النسابة صبحي جاسم البدري السامرائي، مساكن البو بدري في سامراء وبغداد وميسان وواسط، وأفخاذهم ألبو محمد وألبو عبد الله وألبو حمزة وألبو عرموش وألبو عساف.
- البو نيسان: وهم ذرية نيسان بن ياسين بن حسب الله، مساكنهم في سامراء وبغداد والعمارة والمدائن.[10]
- البو دراج: من ذرية يحيى بن محمد الجواد وفقاً لكتاب عشائر سامراء للكاتب يونس إبراهيم السامرائي، أو من ذرية جعفر الزكي بن علي الهادي، وفقاً لقول النسابة صبحي جاسم البدري السامرائي، وينتسب البو دراج في ميسان إلى دراج السيلاوي العذاري. أفخاذ البو دراج هم ألبو حاج حسين وألبو حسن المصطفى وألبو ناصر وألبو أمين وألبو حمزة وألبو عثمان وألبو خضر وألبو سليم الطه، وألبو صالح الخلف، وألبو معروف، وألبو عبد الرحمن وألبو مصطفى وألبو جبير، وألبو جبير، وألبو خليفة وألبو علي الحسين.
- البو عيسى: نسبَهم يونس السامرائي إلى علي الهادي، وقال مزاحم الشيخ علي الحسين إن البو عيسى في سامراء هم إخوة البو عيسى في الأنبار والجميع من آل فضل الطائيين القحطانيين.

### العشائر المتفرعة
- عشيرة البو صالح الشيخ، وهم سدنة الروضة العسكرية
- عشيرة البو رحمن
- عشيرة البو مليّس
- عشيرة البو عظيم: يتفرع منهم فخذ البو حميد، والبو حاجم، والفضيلات والبو ضعيف والبو جعاطة
- عشيرة العشاعشة: يتفرع منهم فخذ البو ياسين والبو جونه والبو رجب والبو مصطفى والبو خوجه، ويقال للعشاعشة «بيت الريّس»، لأن أحدهم كان رئيس بلدية سامراء، والعشاعشة هم إخوة البو أسود والبو عيسى والبو عظيم
- عشيرة البو شامان: يتطابق نسبهم مع السعدون وتجمعهم خؤولة مع البو عباس، وفقاً لثامر عبد الحسن العامري في كتابه موسوعة العشائر العراقية، ويتفرع من البو شامان فخذ البو حسن وفخذ البو حسين.
- عشيرة البو سلو
- عشيرة الحداحدة: من ذرية الشيخ عبد القادر الكيلاني، ويتفرع منهم فخذ البو سعد والبو علو والبو إسماعيل والبو مسيلم والبو السيد عثمان.
- عشيرة البو رزوقي
- عشيرة الجنابيين
- عشيرة المراسمة